# La Baffe
La Baffe – miejscowość i gmina we Francji, w regionie Grand Est, w departamencie Wogezy.
Według danych na rok 1990 gminę zamieszkiwały 482 osoby, a gęstość zaludnienia wynosiła 53 osób/km² (wśród 2335 gmin Lotaryngii La Baffe plasuje się na 602. miejscu pod względem liczby ludności, natomiast pod względem powierzchni na miejscu 663.).